# Zhuhai International Circuit
Der Zhuhai International Circuit ist eine im November 1996 eröffnete, permanente Motorsport-Rennstrecke in Zhuhai, in der chinesischen Provinz Guangdong. Sie ist Chinas erste und dienstälteste permanente Rennstrecke.

## Geschichte

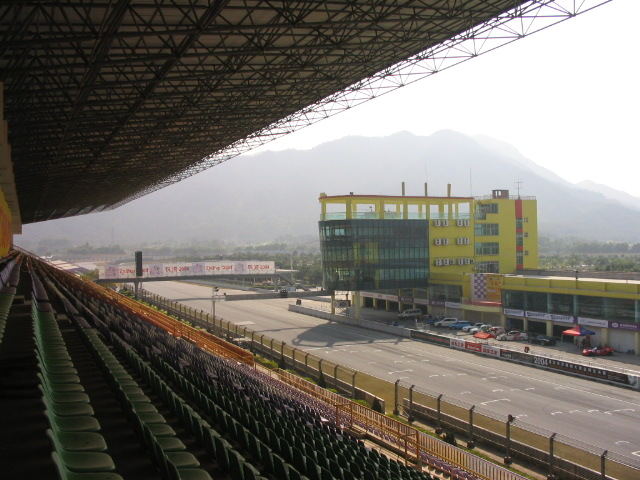
Die Start-und-Ziel-Gerade

Im Jahr 1993 veranstaltete die Hong Kong Automobile Association das erste Straßenrennen Chinas in Zhuhai. Die Veranstaltung zog 100.000 Besucher an, eine Zahl die sich in den folgenden Jahren weiter erhöhen sollte, auch dank der Nähe zu Hongkong und Macau. Als erste permanente Rennstrecke Chinas wurde der Zhuhai International Circuit im November 1996 eröffnet. Seitdem hat sich Zhuhai als Motorsport-Zentrum in Südchina etabliert, mehrere Nationale Serien halten dort regelmäßig Veranstaltungen ab.
Die Strecke ist wie die australische Formel-1-Strecke in Adelaide von der Firma Kinhill Engineers Pty Ltd. entworfen worden. Im Jahr 2004 wurde die Anlage von dem deutschen Bauingenieur Hermann Tilke überarbeitet.

## Streckenführung
Die Strecke hat eine Zulassung der FIA-Stufe II und wird im Uhrzeigersinn befahren. Eine 4,3 km lange Runde führt durch 14 Kurven, davon neun Rechts- und fünf Linkskurven. In den ersten 2 Jahren hatte die Strecke 16 Kurven durch eine Schikane vor der Haarnadelkurve 7. Am Ende der 900 m langen und 14 m breiten Start-Ziel-Gerade können Höchstgeschwindigkeiten von fast 300 km/h erreicht werden.

## Veranstaltungen
Das erste Rennen auf der neuen Strecke fand am 3. November 1996 statt und war ein Lauf der internationalen BPR Global GT Series der vom Werks-Porsche GT1 von Emanuel Collard und Ralf Kelleners gewonnen wurde. Seitdem fanden bereits Läufe der Asian Le Mans Series, der Intercontinental Le Mans Challenge oder der A1GP-Serie statt.
Die Strecke tauchte 1999 im vorläufigen Formel-1-Kalender auf, allerdings betrachtete die FIA den Kurs nicht als Formel 1 tauglich.
Aktuell (Stand 2024) starten auf dem Kurs unter anderem die FIM Asia Road Racing Superbike Championship, die Chinesische Formel-4-Meisterschaft und die Chinesische Langstreckenmeisterschaft. Außerdem veranstaltet der Kurs eine eigene Superbike-Serie, die unter den Bezeichnungen ZIC Superbike Championship bzw. Speed Hero bekannt ist.